# Polyèdre semi-régulier

Le cuboctaèdre, un des 13 solides d'Archimède.

Un polyèdre est dit semi-régulier si ses faces sont des polygones réguliers, et si son groupe de symétrie est transitif sur ses sommets. Ou au moins, c'est ce qui découle de la définition de 1900 de Gosset sur le polytope semi-régulier le plus général,. Ces polyèdres incluent :
- les treize solides d'Archimède ;
- la série infinie des prismes convexes ;
- la série infinie des antiprismes convexes (leur nature semi-régulière fut observée en premier par Kepler).

Un solide semi-régulier peut être entièrement déterminé par une configuration de sommet : une liste des faces par leurs nombres de côtés, dans l'ordre où elles apparaissent autour d'un sommet. Par exemple : 3.5.3.5 représente l'icosidodécaèdre, où alternent deux triangles équilatéraux et deux pentagones réguliers autour de chaque sommet. Au contraire : 3.3.3.5 est un antiprisme pentagonal. Ces polyèdres sont quelquefois décrits comme de sommets uniformes.
Depuis Gosset, d'autres auteurs ont utilisé le terme semi-régulier de différentes façons. Elte a donné une définition que Coxeter trouvait trop artificielle. Coxeter lui-même a repris les figures uniformes de Gosset, avec seulement un sous-ensemble tout à fait restreint classé comme semi-régulier.
D'autres encore ont pris le chemin opposé, catégorisant plus de polyèdres comme semi-réguliers. Ceux-ci incluent :
- trois ensembles de polyèdres étoilés qui coïncident avec la définition de Gosset, analogues aux trois ensembles convexes listés ci-dessus :
- les duaux des solides semi-réguliers ci-dessus, faisant remarquer que puisque les polyèdres duaux partagent les mêmes symétries que les originaux, ils devraient aussi être regardés comme semi-réguliers. Ces duaux incluent les solides de Catalan, les diamants convexes et les antidiamants ou trapézoèdres, et leurs analogues non-convexes.

Source de confusion supplémentaire : la manière dont les solides d'Archimède sont définis, avec l'apparition de nouvelles interprétations différentes.
La définition de Gosset de la semi-régularité inclut des figures de symétrie plus élevée : les polyèdres réguliers et quasi-réguliers. Certains auteurs plus tardifs préfèrent dire que ces polyèdres ne sont pas semi-réguliers, parce qu'ils sont plus réguliers que cela ; on dit alors que les polyèdres uniformes incluent les réguliers, les quasi-réguliers, et les semi-réguliers. Cette nomenclature marche bien et réconcilie beaucoup de confusions (mais pas toutes).
Dans la pratique, même les autorités les plus éminentes peuvent elles-mêmes s'embrouiller, définissant un ensemble donné de polyèdres comme semi-régulier et/ou archimédien, puis supposant (ou même établissant) un ensemble différent au cours des discussions suivantes. Supposer que la définition s'applique seulement aux polyèdres convexes est probablement la faute la plus commune. Coxeter, Cromwell et Cundy & Rollett sont tous coupables de tels glissements.